# داستان آنا نیکول اسمیت
داستان آنا نیکول اسمیت (به انگلیسی: The Anna Nicole Smith Story) یک فیلم بیوگرافی محصول سال ۲۰۰۷ به کارگردانی کئونی واکسمن که ماجرای زندگی آنا نیکول اسمیت را به تصویر می‌کشد. این فیلم در تاریخ ۲۲ سپتامبر ۲۰۰۹ به صورت فیلم ویدئویی منتشر شد. 